# Pasta alla gricia
La Pasta alla gricia, est un plat de pâtes typique de la cuisine traditionnelle romaine.
Il est composé de pâtes, traditionnellement des rigatoni, auxquelles on ajoute du pecorino romano, du poivre noir, et du guanciale,.

## Histoire
L'origine géographique de ce plat est incertaine. Selon les sources, la recette serait née à Rome ou à Grisciano, un village situé dans la province de Rieti, qui en revendique la paternité. La dénomination alla gricia pourrait en effet dériver de ce toponyme (d'où la variante griscia). 
Une autre étymologie renvoie au terme Gricio, nom donné aux boulangers dans la Rome du XVe siècle. Ces derniers étaient équipés d'un griscium, un plumeau gris permettant d'éviter de se salir avec de la farine  . 
Cette recette fait partie de la tradition de la cucina povera, une cuisine très simple composée d'ingrédients courants et peu coûteux. Les paste alla gricia étaient notamment préparées par les bergers en transhumance dans le Latium, avec le peu d'ingrédients à leur disposition . 
Il est considéré comme un plat dérivé des pâtes cacio e pepe composées des mêmes ingrédients à l'exception du guanciale. Les paste alla gricia sont également appelées pâtes à la sauce amatriciana blanche car elle ne comporte pas de tomate . Ce plat est similaire aux pâtes à la carbonara.